# بيتر بول (ممثل)
بيتر بول (بالإنجليزية: Peter Paul)‏ هو منتج أفلام ولاعب كمال أجسام وممثل أمريكي، ولد في 8 مارس 1957 بهارتفورد في الولايات المتحدة. بدأ مشواره المهني سنة 1983.

## أعمال

### أفلام
- (1994) قتلة بالفطرة[2][3][4]

## وصلات خارجية
- بيتر بول على موقع IMDb (الإنجليزية)
- بيتر بول على موقع روتن توميتوز (الإنجليزية)
- بيتر بول على موقع ألو سيني (الفرنسية)
- بيتر بول على موقع أول موفي (الإنجليزية)
- بيتر بول على موقع قاعدة بيانات الفيلم (الإنجليزية)
- بيتر بول على موقع كينوبويسك (الروسية)
- بيتر بول على موقع كينوبويسك (الروسية)